# Bob Dole
Robert Joseph „Bob“ Dole (22. července 1923 Russell, Kansas – 5. prosince 2021, Washington, D.C.) byl americký právník a republikánský politik. V letech 1969–1996 zastupoval Kansas v Senátu USA. Posledních 11 let svého působení v Senátu byl lídrem republikánských senátorů, z toho 3 roky vůdcem senátní republikánské většiny. Senátorem byl celkem 27 let a před zvolením do Senátu byl v letech 1961–1969 členem Kongresu Spojených států. V letech 1980, 1988 a 1996 neúspěšně kandidoval na prezidenta USA, z toho v roce 1996 jako nominovaný kandidát Republikánské strany.
Byl ženatý s političkou Elizabeth Doleovou.
V roce 1997 jej prezident Bill Clinton vyznamenal Prezidentskou medailí svobody.